# Lista wyposażenia armii słowackiej
Lista wyposażenia armii słowackiej – lista broni i sprzętu bojowego używanego przez Słowackie Siły Zbrojne.

## Broń piechoty
| Nazwa                                      | Zdjęcie | Pochodzenie       | Rodzaj                                     | Kaliber                       | Uwagi |
| Noże                                       | Noże    | Noże              | Noże                                       | Noże                          | Noże |
| ------------------------------------------ | ------- | ----------------- | ------------------------------------------ | ----------------------------- | --- |
| Vz. 58                                     |         | Czechosłowacja    | Bagnet                                     | _                             | Standardowy bagnet.                                                                                                 |
| Vz.75                                      |         | Czechosłowacja    | Nóż szturmowy                              | _                             | Nadal używany. |
| Bagnet M7                                  |         | Stany Zjednoczone | Bagnet                                     | _                             | 5000 bagnetów zakupionych z 5000 karabinami M4.M4 rifles.                                                           |
| Pistolety                                  |         |                   |                                            |                               | |
| ČZ vz. 82                                  |         | Czechosłowacja    | —                                          | 9×18mm                        | Standardowy pistolet.                                                                                               |
| CZ P-09                                    |         | Czechy            | CZ-09 S                                    | 9×19mm Parabellum             | 8400 pistoletów zakupionych w 2015 r.                                                                               |
| Glock 17                                   |         | Austria           | 17/Gen 4                                   | 9×19mm Parabellum             | Używane przez 5. Pułk Operacji Specjalnych.                                                                         |
| Pistolety maszynowe                        |         |                   |                                            |                               | |
| Heckler & Koch MP5                         |         | Niemcy            | MP5A3                                      | 9×19mm Parabellum             | Używane przez 5. Pułk Operacji Specjalnych.                                                                         |
| Heckler & Koch UMP                         |         | Niemcy            | UMP9                                       | 9×19mm Parabellum             | Używane przez 5. Pułk Sił Specjalnych i żandarmerię wojskową.                                                       |
| Karabiny automatyczne                      |         |                   |                                            |                               | |
| Colt M4                                    |         | Stany Zjednoczone | M4A1                                       | 5.56×45mm NATO                | Słowacja ogłosiła zakup w ramach programu FMS w 2017 r. (zamówiono ponad 5000 sztuk).                               |
| HK416                                      |         | Niemcy            | HK 416A4 HK 417                            | 5.56×45mm NATO                | 276 w użyciu w 5 Pułku Sił Specjalnych.                                                                             |
| vz. 58                                     |         | Czechosłowacja    | vz. 58 V vz. 58 P vz. 58 VM vz. 58 Pi      | 7.62×39mm                     | Standardowy karabin szturmowy.                                                                                      |
| CZ 805 BREN                                |         | Czechy            | CZ 805A1                                   | 5.56×45mm NATO                | Ograniczone zastosowanie, zastępuje vz. 58.654 zamówiony pierwotnie w 2015 r.                                       |
| Vz. 52                                     |         | Czechosłowacja    | vz. 52/57                                  | 7.62×39mm                     | Używane przez Kompanię Honorową Prezydenta.                                                                         |
| Karabiny maszynowe                         |         |                   |                                            |                               | |
| FN MINIMI                                  |         | Belgia            | Minimi Para 7.62 Mk3                       | 5.56×45mm NATO 7.62×51mm NATO | Standardowy lekki karabin maszynowy armii słowackiej. 1600 machine guns ordered in 5.56mm. 30 machines gun in 7.62. |
| MG 3                                       |         | Niemcy            | A1                                         | 7.62×51mm NATO                | Montowany na czołgach Leopard 2A4.                                                                                  |
| UK vz. 59                                  |         | Czechosłowacja    | UG vz. 59 L UG. vz 59 T                    | 7.62×54mmR                    | Stopniowo zastępowany przez FN Minimi.                                                                              |
| FN MAG                                     |         | Belgia            | M60-40                                     | 7.62×51mm NATO                | Zamontowany na BOV 8x8 Patria.                                                                                      |
| M2 Browning                                |         | Stany Zjednoczone | M2A1                                       | 12.7×99mm NATO                | Standardowy karabin maszynowy.                                                                                      |
| Karabiny wyborowe                          |         |                   |                                            |                               | |
| SVD                                        |         | ZSRR              | OPu SVDN 1                                 | 7.62×54mmR                    | Standardowy karabin wyborowy.                                                                                       |
| Sako TRG 42                                |         | Finlandia         | TRG 42A1                                   | .338 Lapua Magnum             | Używany przez Żandarmerię Wojskową.                                                                                 |
| AW.50                                      |         | Wielka Brytania   | MK2                                        | 12.7×99mm NATO                | _ |
| Barrett M82                                |         | Stany Zjednoczone | M82                                        | 12.7×99mm NATO                | _ |
| Granatniki                                 |         |                   |                                            |                               | |
| Mk 19                                      |         | Stany Zjednoczone | Granatnik automatyczny                     | 40x53mm                       | Używany przez 5 Pułk Operacji Specjalnych.                                                                          |
| AGS-17                                     |         | ZSRR              | Granatnik automatyczny                     | 30×29mm                       | Standardowy granatnik. W przyszłości zostanie zastąpiony standardowym granatnikiem NATO.                            |
| M203                                       |         | Stany Zjednoczone | granatnik podwieszany                      | 40x46mm LV                    | 30 zamówionych. |
| CZ 805 G1 40x46                            |         | Czechosłowacja    | granatnik podwieszany                      | 40x46mm LV                    | [ 16 ] |
| Broń wybuchowa                             |         |                   |                                            |                               | |
| RG-4                                       |         | Czechosłowacja    | Granat ręczny                              | 0,11 kg TNT                   | Używany tylko do celów szkoleniowych.                                                                               |
| M18                                        |         | Stany Zjednoczone | granat dymny                               | _                             | Widziane podczas demonstracji publicznej.                                                                           |
| PT Mi-Ba-III                               |         | Czechosłowacja    | Mina przeciwpancerna                       | 8 kg TNT                      | Używane przez inżynierów.                                                                                           |
| Przeciwczołgowa broń                       |         |                   |                                            |                               | |
| Carl Gustav                                |         | Szwecja           | M3 M4                                      | 84mm                          | [ 19 ] [ 20 ] |
| RPG-75                                     |         | Czechosłowacja    | RPG-Cv-75 RPG-Šk-75                        | 68mm                          | Standardowa broń przeciwpancernaj.                                                                                  |
| RPG-7                                      |         | ZSRR              | _                                          | 85mm                          | Używany przez 1 Brygadę Zmechanizowaną.                                                                             |
| Spike                                      |         | Izrael            | LR II                                      | 130mm                         | 10 wyrzutni i 100 pocisków będzie również przenoszonych przez BOV 8x8 Patria i CV 90.                               |
| 9M113 Konkurs                              |         | ZSRR              | _                                          | 135mm                         | [ 21 ] |
| Przenośny przeciwlotniczy zestaw rakietowy |         |                   |                                            |                               | |
| SA-18 Grouse                               |         | ZSRR              | Przenośny przeciwlotniczy zestaw rakietowy | 72mm                          | Standardowy system obrony przeciwlotniczej. Zostanie zastąpiony.                                                    |

## Pojazdy bojowe
| Nazwa                                         | Zdjęcie | Pochodzenie                  | Rodzaj                                                                                            | Liczba     | Uwagi |
| --------------------------------------------- | ------- | ---------------------------- | ------------------------------------------------------------------------------------------------- | ---------- | --- |
| Leopard 2A4                                   |         | Niemcy                       | Czołg podstawowy                                                                                  | 15         | Dostarczone przez Niemcy. W zamian Słowacja wysłała 30 BMP-1 na Ukrainę. |
| T-72M1                                        |         | ZSRR                         | Czołg podstawowy                                                                                  | 30         | Standardowy czołg podstawowy. |
| Bojowe pojazdy piechoty                       |         |                              |                                                                                                   |            | |
| CV 9035 Mk IV                                 |         | Szwecja · Słowacja · Czechy  | Bojowy wóz piechoty Rekonesans Dowodzenie (wojsko) Wóz zabezpieczenia technicznego Czołg saperski | 0/152      | Rząd Słowacji podpisał decyzję o zakupie 152 pojazdów BAE Systems Hägglunds Combat Vehicle 90 Mark IV (CV90 MkIV) uzbrojonych w armatę Bushmaster III kal. 35 mm jako preferowanego bojowego wozu piechoty na mocy umowy międzyrządowej (G2G) zawartej ze Szwecją w dniu 28 czerwca 2022 r. |
| BOV 8x8 Patria                                |         | Finlandia · Słowacja         | Bojowy wóz piechoty Dowodzenie (wojsko) Ambulans                                                  | 2/74       | Słowacki kołowy, wielozadaniowy pojazd amfibijny 8x8 Patria AMVXP. Uzbrojony w słowacką armatę automatyczną GTS-30/N zainstalowaną w TURRA 30-SA, która może strzelać amunicją NATO 30x173mm. Dostarczony między 2023 a 2027 rokiem.                                                        |
| BVP-1 BVP-M                                   |         | Czechosłowacja ZSRR Słowacja | Bojowy wóz piechoty                                                                               | 69 18      | 206 w magazynie. Zostanie zastąpione przez CV90. |
| BVP-2                                         |         | Czechosłowacja ZSRR          | Bojowy wóz piechoty                                                                               | 91         | standarowy bojowy wóz piechoty. Zostanie zastąpiony przez CV90. |
| Transporter opancerzony                       |         |                              |                                                                                                   |            | |
| OT-90                                         |         | Czechosłowacja               | Transporter opancerzony                                                                           | 60         | Główny transporter opancerzony. Zostanie zastąpiony przez Patria BOV 8x8. |
| Tatrapan                                      |         | Słowacja                     | Transporter opancerzony Dowodzenie (wojsko) Ambulans                                              | 70         | _ |
| Pojazdy rozpoznawcze                          |         |                              |                                                                                                   |            | |
| BPsVI-ISTAR                                   |         | Słowacja                     | Bojowy wóz rozpoznawczy                                                                           | 18         | Zmodernizowany BVP, będący na wyposażeniu armii słowackiej od 2018 r. Dalsze modyfikacje zostaną wprowadzone. |
| RG-32M                                        |         | Południowa Afryka            | Bojowy wóz rozpoznawczy                                                                           | 7          | Używany do łączności. |
| Samochody pancerne i lekkie pojazdy taktyczne |         |                              |                                                                                                   |            | |
| Humvee                                        |         | Stany Zjednoczone            | Samochód pancerny                                                                                 | 6          | Zakupiony od Stanów Zjednoczonych podczas misji w Afganistanie. Używany głównie przez 5. Pułk Sił Specjalnych. |
| International MaxxPro                         |         | Stany Zjednoczone            | MRAP                                                                                              | 6          | Dostarczone przez Stany Zjednoczone podczas rozmieszczenia w Afganistanie, po zakończeniu misji USA pozwoliły słowackiej armii zatrzymać pojazdy. Obecnie używane głównie przez 5 Pułk Sił Specjalnych.                                                                                     |
| Joint Light Tactical Vehicle                  |         | Stany Zjednoczone            | MRAP                                                                                              | 0/110 0/50 | Słowacja zamówiła łącznie 160 sztuk wariantu M1278A1/A2 Heavy Gun Carrier. 110 z wieżą CROWS + 50 z wieżą załogową. Przewidywana dostawa w 2025 r. |
| Iveco LMV                                     |         | Włochy                       | MRAP ABC (wojskowość)                                                                             | 40         | Używany przez 5 Pułk Sił Specjalnych. |
| Aligator 4x4                                  |         | Słowacja                     | MRAP ABC (wojskowość) Rekonesans Dowodzenie (wojsko)                                              | 42         | _ |
| 9P148 BRDM-2                                  |         | ZSRR                         | Niszczyciel czołgów                                                                               | _          | Pojazd wyrzutni ATGM z 5-przewodowym 9M113 Konkurs. Używany przez 1. Brygadę Zmechanizowaną. |
| Polaris RZR                                   |         | Stany Zjednoczone            | Quad                                                                                              | 18         | Zamówiono 9 sztuk Can–Am BRP. Używane przez 5. Pułk Sił Specjalnych. |

## Artyleria
| Nazwa                                 | Zdjęcie    | Pochodzenie                | Kaliber     | Liczba     | Uwagi |
| Moździerze                            | Moździerze | Moździerze                 | Moździerze  | Moździerze | Moździerze |
| ------------------------------------- | ---------- | -------------------------- | ----------- | ---------- | --- |
| L16 81mm                              |            | Wielka Brytania · Norwegia | 81mm        | _          | W użyciu przez 2. brygadę zmechanizowaną. |
| Moździerz 82mm                        | _          | Czechosłowacja             | 82mm        | _          | [ 16 ] |
| Moździerz 82mm vz.97                  |            | Słowacja                   | 98mm        | ~30        | [ 38 ] [ 39 ] |
| Artyleria samobieżna                  |            |                            |             |            | |
| Zuzana 2 Zuzana                       |            | Słowacja                   | 155mm       | 19/25 16   | Zamówione w 2018 roku. Ostatnie 6 sztuk miało zostać dostarczone do końca 2022 roku. Ze względu na rosyjską inwazję na Ukrainę dostawa została przełożona. |
| Artyleria polowa                      |            |                            |             |            | |
| D-30                                  |            | ZSRR                       | 122mm       | 9          | Używana tylko do ceremoni. |
| Wieloprowadnicowa wyrzutnia rakietowa |            |                            |             |            | |
| RM-70/85                              |            | Czechosłowacja             | 227mm 122mm | 25         | [ 42 ] |

## Pojazd logistyczny, użytkowy i inżynieryjny
| Nazwa                                   | Zdjęcie                 | Pochodzenie                | Rodzaj                                               | Liczba                  | Uwagi |
| Lekkie pojazdy terenowe                 | Lekkie pojazdy terenowe | Lekkie pojazdy terenowe    | Lekkie pojazdy terenowe                              | Lekkie pojazdy terenowe | Lekkie pojazdy terenowe |
| --------------------------------------- | ----------------------- | -------------------------- | ---------------------------------------------------- | ----------------------- | --- |
| Land Rover Defender 110 SW              |                         | Wielka Brytania · Słowacja | pojazd terenowy ABC (wojskowość) Dowodzenie (wojsko) | 170+                    | Standardowy lekki pojazd armii słowackiej.                                                                                                 |
| Mercedes-Benz G-Class                   |                         | Niemcy · Austria           | pojazd terenowy                                      | _                       | Używany przez 5 Pułk Operacji Specjalnych. Wdrożony w KFOR.                                                                                |
| UAZ-469                                 |                         | ZSRR                       | pojazd terenowy                                      | ~300                    | Zostanie wycofany ze służby. |
| Mercedes-Benz G-300                     |                         | Niemcy                     | Ambulans                                             | 3                       | _ |
| Volkswagen Transporter (T4)             |                         | Niemcy                     | Ambulans                                             | _                       | _ |
| Volkswagen - Touareg - Golf - Caravelle |                         | Niemcy                     | SUV                                                  | 75                      | [ 44 ] |
| Nissan Pathfinder                       |                         | Japonia                    | SUV                                                  | ~105                    | _ |
| Nissan Navara                           |                         | Japonia                    | SUV                                                  | 86                      | [ 45 ] |
| Logistyka                               |                         |                            |                                                      |                         | |
| Tatra T-815                             |                         | Czechosłowacja             | Samochód ciężarowy                                   | 800+                    | Wersje 6x6, 8x8, 10x10, platforma do cysterny paliwowej, urządzenia wielofunkcyjnego, dźwigu, pojazdu ratowniczego, pojazdu mostowego itp. |
| Tatra 815-7                             |                         | Czechy                     | Samochód ciężarowy                                   | 100+                    | _ |
| AKTIS                                   |                         | Austria Niemcy Słowacja    | Samochód ciężarowy                                   | 180+                    | Na podstawie MAN TGM. Bardziej uporządkowane.                                                                                              |
| MAN HX                                  |                         | Niemcy                     | Pojazd wojskowy                                      | 20+                     | [ 46 ] |
| Praga V3S                               |                         | Czechosłowacja             | Samochód ciężarowy                                   | ~300                    | Zostaną zastąpione przez AKTIS i Tatra 815-7.                                                                                              |
| Engineering vehicles                    |                         |                            |                                                      |                         | |
| VPV                                     |                         | Czechosłowacja             | _                                                    | _                       | Zostanie zastąpiony przez wariant odzyskiwania CV 90.                                                                                      |
| AV-15                                   |                         | Czechosłowacja             | Wóz zabezpieczenia technicznego                      | _                       | _ |
| Koparka                                 |                         | Stany Zjednoczone          | Maszyna do robót ziemnych                            | _                       | Używany w Iraku. |
| AM-50                                   |                         | Czechosłowacja             | Most czołgowy                                        | _                       | _ |
| MT-55A                                  |                         | Czechosłowacja · ZSRR      | Most czołgowy                                        | 19                      | _ |
| PM-55                                   |                         | Czechosłowacja             | Most czołgowy                                        | _                       | _ |
| PMS-815                                 |                         | Czechosłowacja             | Most pontonowy                                       | _                       | _ |
| RUSB                                    |                         | ZSRR                       | Czołg saperski                                       | ~2                      | Używane przez inżynierów. |
| PTS                                     |                         | ZSRR                       | Amfibia (pojazd)                                     | _                       | [ 49 ] |
| UOS 155 Belarty                         | _                       | Słowacja                   | Czołg saperski                                       | _                       | Zbudowany na podwoziu T-55. |
| MU-90                                   | _                       | Czechosłowacja             | Pojazd Minowania Narzutowego                         | _                       | Wóz minujący bazujący na BVP-1, mogący przenosić około 110 min.                                                                            |
| AMB-S                                   |                         | Czechosłowacja             | Ambulans                                             | 10                      | Bazujący na BVP-1, zostanie zastąpiony przez BOV 8x8 Patria.                                                                               |
| Božena 3 Božena 4 Božena 5              |                         | Słowacja                   | Pojazd do rozminowania min                           | _                       | Zdalnie sterowany, samojezdny walec górniczy.                                                                                              |
| SVO A1                                  | _                       | Słowacja                   | Pojazd do rozminowania min                           | _                       | Samobieżny system odpalania ładunków do usuwania min. Oparty na podwoziu BVP-1.                                                            |
| Retriever                               | _                       | Słowacja                   | Robot do usuwania min                                | _                       | [ 47 ] |
| Scorpion                                | _                       | Słowacja                   | Bezzałogowy pojazd naziemny                          | _                       | [ 47 ] |
| Combat rubber raiding craft             |                         | Stany Zjednoczone          | Łódź pontonowa                                       | 2                       | Używany przez siły specjalne. |

## Zakupy proponowane/w trakcie negocjacji
| Nazwa                         | Zdjęcie | Pochodzenie                    | Rodzaj                                     | Liczba | Uwagi |
| ----------------------------- | ------- | ------------------------------ | ------------------------------------------ | ------ | --- |
| Karabin maszynowy nowego typu |         | NATO                           | Karabin automatyczny                       | 25 000 | Nowy karabin powinien zostać zakupiony pod koniec roku. Karabin będzie zasilany kalibrem 5,56×45 mm NATO i powinien całkowicie zastąpić przestarzały karabin Vz. 58. |
| Nowy pistolet                 |         | NATO                           | Broń krótka                                | 17 000 | Nowy pistolet powinien zostać zakupiony w tym samym czasie co karabin. Nowy pistolet będzie zasilany nabojem 9×19mm Parabellum. |
| Piorun                        |         | Polska                         | Przenośny przeciwlotniczy zestaw rakietowy | 36     | Zastąpi 9K38 Igla. Szacunkowa cena to 64 mln euro. |
| Czołg podstawowy              |         | Niemcy Szwecja Słowacja Polska | Czołg podstawowy                           | 104    | Ministerstwo Obrony rozważa trzy potencjalne sposoby wzmocnienia brygad zmechanizowanych: zakup 104 nowych czołgów Leopard 2A8 lub połączenie 52 lub więcej czołgów Leopard 2A4, uzupełnionych o lżejsze czołgi CV90120-T, lub wreszcie, ostatnia opcja, zakup spolonizowanej wersji czołgu K2 Black Panther, w sprawie której Słowacja prowadziła negocjacje z polskim rządem. |
| EVA M2                        |         | Słowacja                       | Artyleria samobieżna                       | 16     | 155 mm kołowa samobieżna artyleria. Ministerstwo obrony wyraziło zainteresowanie wymianą 155 mm SpGH Zuzana na nowszą artylerię BIA, która ma zawieszenie 6x6, podczas gdy 155 mm SpGH Zuzana ma zawieszenie 8x8. Ogólnie jest lżejsza i szybsza. |
| Tatra 815-7                   |         | NATO Słowacja                  | Ciężarówka                                 | 1307   | Możliwy zakup spólnego sprzętu wojskowego z sąsiednią Republiką Czeską umożliwiłyby armii nabycie ponad 1307 nowych pojazdów - platform 6x6 i hakowców 8x8. Szacunkowa cena wynosi ponad 708 milionów euro. |

## Sprzęt zmagazynowany
| Nazwa                     | Zdjęcie | Rodzaj                     | Pochodzenie    | Liczba | Uwagi |
| ------------------------- | ------- | -------------------------- | -------------- | ------ | --- |
| 82mm vz. 59A              |         | Działo bezodrzutowe        | Czechosłowacja | ~50    | Zostały wycofane ze służby czynnej pod koniec lat 90. i na początku 2000 r. Zdjęcia wskazują, że zostały pozostawione w magazynie po wycofaniu. |
| AZP S-60                  |         | Obrona powietrzna          | ZSRR           | _      | Nie wiadomo, czy jakieś pozostały w magazynie. Tysiące naboi podarowanych Ukrainie jako pomoc przeciwko rosyjskiej inwazji na Ukrainę. |
| 152 mm haubicoarmata D-20 |         | 152 mm haubicoarmata       | ZSRR           | ~20    | O dziedziczone po Czechosłowacji. Wiele przekształconych w zabytki, niektóre wydzierżawione państwowym firmom zbrojeniowym, takim jak ZTZ-šspecial lub Konštrukta – Defence.                                                                              |
| 2S1 Goździk               |         | 122mm Artyleria samobieżna | ZSRR Bułgaria  | _      | 49 wprowadzono do służby po rozwiązaniu Czechosłowacji. Większość z nich stopniowo wycofywano ze służby w latach 2000-2005, ale niektóre można było nadal zobaczyć na ćwiczeniach wiele lat później. Nie wiadomo, czy któryś z nich pozostał w magazynie. |
| BMP-1                     |         | Bojowy wóz piechoty        | ZSRR           | 206    | Zapasy mobilizacyjne. |

## Odniesienia
1. ↑  Viete AKO prebieha základný vojenský výcvik? | Azimut 24/7 - 45. | Ozbrojené sily SR [online], 2022 [dostęp 2024-01-21] (ang.).
2. ↑  Útočný nôž vz. 75 | Vojenský historický ústav (VHÚ). www.vhu.sk. [dostęp 2025-01-31].
3. 1 2 3 4  Ivan Zajac: Slovensko získa útočné pušky M4A1 miesto samopalov vz. 58. MAGNET PRESS, 2023-10-07. [dostęp 2024-02-16]. (słow.).
4. 1 2  NÁZOR: Jak Slovensko nakoupilo pistole CZ-75 a Glock 17. Armádní noviny. [dostęp 2025-04-24]. (cz.).
5. ↑  Nové pušky pre našu armádu? V hre je legendárny Colt, ale aj slovenský výrobca. Plus 7 dní, 2023-02-20. [dostęp 2024-02-16]. (słow.).
6. ↑  Contracts for April 20, 2017. [dostęp 2017-09-18]. [zarchiwizowane z tego adresu (2017-09-18)].
7. ↑  Colt Capitalizes on Foreign Military Sales Program – The Firearm Blog. 27 April 2017. [dostęp 2017-09-18]. [zarchiwizowane z tego adresu (2017-06-01)].
8. ↑  Výzbroj čestných jednotiek. 2011-06-24. [dostęp 2023-09-12]. [zarchiwizowane z tego adresu (2011-06-24)].
9. ↑  Mark Joseph Jochim: Stamps of 2023: Slovakia (January 2023). Mark Joseph Jochim, 2023-01-14. [dostęp 2023-09-12]. (ang.).
10. 1 2  Slovenská armáda už má nové ľahké guľomety, v najbližších mesiacoch ich pridelia jednotkám. 14 November 2022. [zarchiwizowane z tego adresu (2022-11-26)].
11. ↑  Slovensko nakúpilo belgické guľomety FN Minimi Mk3. Armádní noviny. [dostęp 2025-04-24]. (cz.).
12. ↑  Ostré streľby z tankov Leopard 2A4 | Pozemné sily | Ozbrojené sily SR [online], 2023 [dostęp 2023-08-30] (ang.).
13. ↑  BOV 8×8 VYDRA – KONŠTRUKTA – Defence. [dostęp 2023-08-30]. (słow.).
14. ↑  Zbrane (Weapons). mbpo.mil.sk. [dostęp 2024-08-29].
15. ↑  Vojenská polícia dostala nové odstreľovacie pušky. [dostęp 2022-11-28].
16. 1 2 3  Zbrane (Weapons). mbpo.mil.sk.
17. ↑  Martinčania strieľali a hádzali ručné granáty na cvičisku v Sučanoch :: Ministerstvo obrany SR.
18. ↑  Facebook. de-de.facebook.com. [dostęp 2024-04-25].
19. ↑  Petit Press a.s: Slovensko dostalo do výzbroje protitankové zbrane Carl-Gustaf M4. domov.sme.sk. [dostęp 2024-02-04]. (słow.).
20. ↑  DSEI 2015: Slovakia becomes Carl Gustaf M4 launch customer – IHS Jane's 360. [dostęp 2015-11-06]. [zarchiwizowane z tego adresu (2015-10-26)].
21. 1 2  12.mechanizovany prapor. [dostęp 2022-03-27]. [zarchiwizowane z tego adresu (2022-02-09)].
22. ↑  Ukrajina: Protitankový raketový systém Spike už dodali, stál 18,3 milióna eur. 27 March 2022. [dostęp 2022-03-27]. [zarchiwizowane z tego adresu (2022-04-25)].
23. ↑  Mobile Air Defense on the 8x8 platform and options for the Slovak Army. www.czdefence.cz. [dostęp 2025-04-24]. (ang.).
24. 1 2  Slovensko získa staršie nemecké tanky. Výmenou za to poskytne Ukrajine pásové transportéry. Denník E, 2022-08-23. [dostęp 2023-09-17]. (słow.).
25. ↑  Petit Press a.s: Tank a 21 storočie po 20 rokoch – Modernizácia T-72M1, časť 1. Zameriavací komplex - Vladimír Bednár - (blog.sme.sk). blog.sme.sk. [dostęp 2023-09-17]. (słow.).
26. ↑  Slovakia orders CV90s. Janes.com, 16 December 2022. [dostęp 2023-09-29]. (ang.).
27. ↑  Nový slovenský kanón GTS-30/N z dielne ZŤS ŠPECIÁL na svete – DMD GROUP. [dostęp 2024-03-09]. (słow.).
28. ↑  Vladimír Šnídl: Nové transportéry chce Naď vyzbrojiť nevyskúšaným kanónom z Považia. Denník E, 2022-08-25. [dostęp 2024-03-09]. (słow.).
29. 1 2  Vláda schválila 1,2 miliardy eur na nákup obrnených vozidiel. Pravda.sk, 2017-05-17. [dostęp 2023-09-17]. (słow.).
30. ↑  Slovakia receives first Patria AMV XP 8×8 armoured combat vehicle. Janes.com, 28 September 2023. [dostęp 2023-09-29]. (ang.).
31. ↑  AGLO solutions (www.aglo.sk): Spoločnosť BAE Systems dodala armáde prvé prototypy systému MOKYS :: Ministerstvo obrany SR. www.ordinariat.sk. [dostęp 2018-07-30]. [zarchiwizowane z tego adresu (2018-07-31)].
32. ↑  AGLO solutions (www.aglo.sk): Vojaci v Iraku dostanú americké Humvee :: Ministerstvo obrany SR. www.mod.gov.sk. [dostęp 2018-07-30]. [zarchiwizowane z tego adresu (2018-07-31)].
33. ↑  Viacúčelové vozidlá JLTV 4x4 Oshkosh predstavujú novú kvalitu pre Ozbrojené sily SR. www.mosr.sk.
34. ↑  AGLO solutions (www.aglo.sk): Nové obrnené vozidlá sú už v rukách žilinských výsadkárov :: Ministerstvo obrany SR. www.mod.gov.sk. [dostęp 2018-07-30]. [zarchiwizowane z tego adresu (2018-07-31)].
35. ↑  11. Mechanizovany prapor. [zarchiwizowane z tego adresu (2022-08-07)].
36. ↑  Minister Gajdoš odovzdal elitným vojakom nové vozidlá.
37. ↑  SVK - vz. 97 (98mm minomet) : Československo / ČR / SR (CZK/CZE/SVK). Valka.cz, 2015-11-17. [dostęp 2024-02-19]. (cz.).
38. ↑  SVK - vz. 97 (98mm minomet) : Czechoslovakia / Czech Republic / Slovak Republic (CZK/CZE/SVK). Armedconflicts.com, 2015-11-17. [dostęp 2024-02-16]. (ang.).
39. ↑  Druhy techniky. 12mpr.mil.sk.
40. ↑  Slovenská armáda získá samohybné houfnice Zuzana 2. Armádní noviny.
41. ↑  Slovensko převzalo samohybné houfnice Zuzana 2. AČR stále na nové houfnice čeká. www.czdefence.cz.
42. 1 2  Slovenské dělostřelectvo získá houfnice Zuzana 2. [dostęp 2018-07-29]. [zarchiwizowane z tego adresu (2018-07-30)].
43. ↑  MLR 54 ~ Slovak Armed Forces Defenders. Joint Forces News, 2023-10-14. [dostęp 2024-04-21]. (ang.).
44. ↑  Vladimír Šnídl: Armáda dostala luxusné SUV, na obrnené vozidlá čaká od revolúcie. Denník E, 2016-03-04. [dostęp 2024-02-26]. (słow.).
45. ↑  Petit Press a.s: Baška po dvadsiatich rokoch vymení UAZy. domov.sme.sk. [dostęp 2024-02-19]. (słow.).
46. ↑  Petit Press a.s: Vojaci dostali 70 nových terénnych vozidiel. mytrencin.sme.sk. [dostęp 2024-02-19]. (słow.).
47. 1 2 3  Pozemné sily - Ozbrojené Sily Slovenskej Republiky. ossr.vksoft.eu. [dostęp 2024-02-19].
48. ↑  Ženisti | Aktívne zálohy 2020 | Ozbrojené sily SR [online], 2020 [dostęp 2023-09-03] (ang.).
49. ↑  Výcvik v prekonávaní vodných prekážok [online], 2015 [dostęp 2023-09-03] (ang.).
50. ↑  JTAC-i medzinárodne | Azimut 24/7 - 50. | Ozbrojené sily SR [online], 2022 [dostęp 2023-09-03] (ang.).
51. ↑  Kaliňák avizuje súťaž na pušky, uprednostniť chce slovenských výrobcov. TERAZ.sk, 2024-01-10. [dostęp 2024-09-22]. (słow.).
52. ↑  Kaliňák: Automatické pušky dodá ten, kto najviac zapojí slovenský priemysel. Future Army, 2024-01-11. [dostęp 2025-04-24]. (słow.).
53. ↑  Kaliňák avizuje súťaž na útočné pušky, uprednostniť chce slovenských výrobcov. Pravda.sk, 2024-01-10. [dostęp 2024-09-22]. (słow.).
54. ↑  Vladimír Šnídl: Kaliňák plánuje nakupovať aj tisíce pištolí, do tendra by rád išiel i zbrojár Kuracina. Denník E, 2024-06-05. [dostęp 2024-09-22]. (słow.).
55. ↑  Slovensko a Polsko se blíží k dohodě o pořízení kompletů Piorun. www.czdefence.cz. [dostęp 2024-09-22]. (cz.).
56. ↑  Vláda schválila obstaranie systémov protivzdušnej obrany. TERAZ.sk, 2023-10-04. [dostęp 2025-04-24]. (słow.).
57. ↑  CV90120: Strategická voľba na modernizáciu obrany Slovenska. Future Army, 2025-02-16. [dostęp 2025-04-24]. (słow.).
58. ↑  Viktor Tomáš: Pioruny, Rosomaky, tanky K2 i munícia - Slovensko má s Poľskom veľké zámery. Future Army, 2025-02-24. [dostęp 2025-03-22]. (słow.).
59. ↑  Viktor Tomáš: Koľko tankov chce získať Slovensko a ako sú na tom naši susedia?. Future Army, 2024-06-13. [dostęp 2024-09-22]. (słow.).
60. ↑  Petit Press a.s: Zuzany sú na hranici životnosti. Kaliňák pripravuje nákup húfnic BIA. domov.sme.sk. [dostęp 2024-09-22]. (słow.).
61. ↑  R. Kaliňák: Nákup húfnic BIA začne rezort obrany riešiť na jeseň. TERAZ.sk, 2024-08-21. [dostęp 2025-04-24]. (słow.).
62. ↑  televízia ta3: Stav slovenskej vojenskej techniky je poddimenzovaný. Riešením je spoločné obstarávanie s Českom. ta3, 2024-09-11. [dostęp 2024-09-22]. (słow.).
63. ↑  Vláda schválila zámer spoločného obstarávania nákladných terénnych vozidiel s Českom. www.trend.sk, 2024-08-28. [dostęp 2024-09-22]. (słow.).
64. ↑  82mm vz. 59. Weaponsystems.net. [dostęp 2025-03-22]. (ang.).
65. ↑  82mm bezzáklzový kanón vzor 59A | Vojenský historický ústav (VHÚ). www.vhu.sk. [dostęp 2025-03-22].
66. ↑  Slovak Showdown: Slovak Arms Deliveries To Ukraine. Oryx. [dostęp 2025-04-24].
67. ↑  Instagram. www.instagram.com. [dostęp 2025-03-22].
68. ↑  Balkánska Gvozdika | Vojenský historický ústav (VHÚ). www.vhu.sk. [dostęp 2025-03-22].
69. ↑  Slovensko získa staršie nemecké tanky. Výmenou za to poskytne Ukrajine pásové transportéry. Denník E, 2022-08-23. [dostęp 2025-03-22]. (słow.).